# Do światła
Do światła (ros. К свету) – powieść postapokaliptyczna napisana przez rosyjskiego autora Andrieja Diakowa. Książka należy do serii Uniwersum Metro 2033. Polska wersja książki została wydana przez Insignis Media w 2012 roku. Do książki dodano również 15-stronicowe uzupełnienie poprzednich części trylogii, napisane przez samego Dmitrija Głuchowskiego, zatytułowane Ewangelia według Artema.

## Opis fabuły
Akcja książki toczy się w ruinach Sankt Petersburga, gdzie w podziemnych tunelach metra atomową zagładę przetrwała część obywateli miasta. Do światła opowiada historię przede wszystkim dwóch ludzi – doświadczonego stalkera Tarana i dwunastoletniego chłopca Gleba, wychowanka stacji Moskiewskiej. Pewnego dnia Taran zostaje wynajęty na niebezpieczną wyprawę – wspólnie z drużyną stalkerów musi dostać się do Kronsztadu, skąd dochodzą dziwne sygnały, mogące sugerować istnienie tam innej społeczności, która również przetrwała wojnę. Jako zapłatę za swoje usługi Taran wyznacza nietypową cenę – jest nią właśnie Gleb, który od tej pory będzie cieniem stalkera, jego uczniem i prawą ręką.